# Demián Bichir
Artikeln följer den spanska namnseden; faderns efternamn är Bichir och moderns efternamn Nájera.
Demián Bichir Nájera, född 1 augusti 1963 i Torreón i Coahuila, är en mexikansk skådespelare. 
Båda hans föräldrar, Alejandro Bichir och Maricruz Nájera, och hans bröder, Odiseo och Bruno Bichir, är skådespelare. Den 24 januari 2012 blev Bichir nominerad till en Oscar för bästa manliga huvudroll för sin roll i A Better Life. 2013 hade han en av huvudrollerna i TV-serien The Bridge.